# 가로어
가로어(Garo, 자기명칭 A·chikku)는 인도 동북부의 일부 지역에서 쓰이는 중국티베트어족 티베트버마어파 계통의 언어이다. 이 언어를 사용하는 민족을 가로인이라고 한다.
인도 메갈라야 주 가로힐즈 자치구(Garo Hills)의 공용어로 인정되어 있고 아삼 주와 방글라데시에도 일부 화자가 분포한다. 화자 수는 2001년 기준 인도에 약 90만 명, 방글라데시에 약 13만 명으로 조사된다. 표기에는 로마자를 사용하며 인근의 보도어와 가까운 관계에 있다. 노스 이스턴 힐 대학교에는 세계유일의 가로어과가 설치됐다.

## 같이 보기
- 가로인